# 角谷道弘
角谷 道弘（かどや みちひろ、1963年10月7日 - ）は大阪府出身の登山家、山岳ガイド。

## 経歴
1988年、信州大学農学部を卒業。1995年に勤務していた会社を退社して山岳ガイドを始めた。2000年に日本テレビの番組『ウッチャンナンチャンのウリナリ』内でマッターホルン (4,478 m) 登頂部のコーチを務め、2010年からは同局の番組『世界の果てまでイッテQ!』の番組内企画であるイッテQ登山部のガイドとして登山企画などに関わる。
2012年3月8日、八ヶ岳で日本山岳ガイド協会試験の講師を務めていたところ、受験者の滑落事故に巻き込まれ、大腿部の付根および骨盤の一部を粉砕骨折。人工骨を埋め込むこととなった。手術後リハビリを続け、2013年8月にマッターホルン登頂。2014年に予定されていた『世界の果てまでイッテQ!』登山部のエベレスト挑戦に参加するため、2013年9月、番組のマナスル挑戦企画に合流した。
現在は角谷道弘ガイド事務所代表を務めるほか、日本山岳ガイド協会認定ガイド、UIAGM国際山岳ガイド、フランス国家認定ガイド、国立登山研修所講師、日本プロガイド協会会長も兼ねる。2012年より石井スポーツ神戸三宮店にも勤務している。

## 登攀歴
- 1984年春 - シングチュリフルーテッドピーク（6,501 m/ネパール）試登
- 1987年春 - チュルーイースト（6,429 m/ネパール）
- 1989年冬 - パタゴニア・トーレス・デル・パイネ ノースタワー（チリ）登頂
- 1990年冬 - パタゴニア・トーレス・デル・パイネ セントラルタワー試登
- 1990年冬 - アコンカグア（6,960 m/アルゼンチン）隊長、登頂
- 1992年夏 - ハン・テングリ（7,010 m/カザフスタン）隊長、登頂
- 1992年秋 - ヨセミテエルキャピタンノーズ（アメリカ）完登
- 1995年夏 - キリマンジャロ（5,895 m/タンザニア）ガイド登頂
- 1995年秋 - パルチャモ（6,187 m/ネパール）ガイド登頂
- 1995年冬 - ウイルヘルム（4,509 m/パプアニューギニア）ガイド登頂
- 1996年冬 - アコンカグア（6,960 m/アルゼンチン）ガイド登頂
- 1997年9月26日 - チョ・オユー（8,201 m/チベット）隊長、無酸素登頂（泉州山岳会隊：角谷、坪佐圭子、前田勝治）
- 1997年冬 - アコンカグア（6,960 m/アルゼンチン）ガイド登頂
- 1998年春 - パルチャモ（6,187 m/ネパール）ガイド登頂
- 1999年5月9日 - リャンカンカンリ（未踏峰/7,535 m/チベット）初登頂（日本リャンカンカンリ登山隊：鈴木清彦、角谷、竹内洋岳、加藤慶信、高橋和弘、山本篤、中村進、小林尚礼、高橋純一、佐藤大輔）[2]
- 2000年 - フランス国立登山学校 (ENSA) にて研修受講
- 2006年9月30日 - マナスル北東壁（8,163 m/ネパール）ガイド登頂（WEC2006年マナスル・ガイド登山隊：角谷、山本篤、加藤慶信、臼井基、中島美南子、藤森幹仁）
- 2008年5月24日 - エベレスト南東稜（8,848 m/ネパール）ガイド登頂（WEC2008年エベレスト・ガイド登山隊：角谷、加藤慶信、藤森幹仁、増田義人）[3]
- 2009年10月30日 - ネムジュン西壁（未踏ルート/7,137 m/ネパール）初登頂（信州大学山岳会隊：田辺治、角谷、花谷泰広、大木信介）
- 2010年5月22日 - エベレスト南東稜（8,848m/ネパール）ガイド登頂（角谷隊：角谷道弘、安形俊久）
- 2010年8月10日 - モンブラン（4,810 m/フランス）ガイド登頂（世界の果てまでイッテQ!登山部隊：角谷、イモトアヤコ、貫田宗男他）
- 2011年8月28日 - キリマンジャロ（5,895 m/タンザニア）ガイド登頂（世界の果てまでイッテQ!登山部隊：角谷、イモトアヤコ、立木早絵、大城和恵、石崎史郎他）
- 2013年8月18日 - マッターホルン（4,478 m/スイス）登頂
- 2013年10月2日 - マナスル（8,163 m/ネパール）ガイド登頂（世界の果てまでイッテQ!登山部隊：角谷、イモトアヤコ、貫田宗男、奥田仁一、中島健郎、三戸呂拓也、大城和恵、門谷優、廣瀬あかり、石崎史郎、藤野研介、小野寺健）
- 2015年6月21日 - マッキンリー（6,168 m/アメリカ）ガイド登頂（世界の果てまでイッテQ!登山部隊：角谷道弘、イモトアヤコ、貫田宗男、奥田仁一、榊原喜彦、中島健郎、三戸呂拓也、中村俊啓、飯田祐一郎、石井邦彦、門谷優、廣瀬あかり、石崎史郎、藤野研介、小野寺健）

## テレビ出演
- 世界の果てまでイッテQ!（日本テレビ）（2010年8月22日、2010年9月5日、2011年8月14日、2012年2月19日、2013年9月22日、2013年11月、2015年7月26日）
- 24時間テレビ 「愛は地球を救う」（日本テレビ）（2011年8月28日）

## 著書
- 『ステップアップ山登り1』（2013年4月、小学館）ISBN 978-4091046420
- 『ステップアップ山登り2』（2013年5月、小学館）ISBN 978-4091046437
- 『ステップアップ山登り3』（2013年6月、小学館）ISBN 978-4091046444
- 『ステップアップ山登り4』（2013年7月、小学館）ISBN 978-4091046451
- 『ステップアップ山登り5』（2013年8月、小学館）ISBN 978-4091046468